# Геноцид
Геноци́д (от греч. γένος — род, племя и лат. caedo — убиваю) — форма массового насилия, которое ООН определяет как действия, совершаемые с намерением уничтожить, полностью или частично, какую-либо национальную, этническую, расовую или религиозную группу как таковую путём:
- убийства членов этой группы;
- причинения серьёзных телесных повреждений или умственного расстройства членам такой группы;
- мер, рассчитанных на предотвращение деторождения в такой группе;
- насильственной передачи детей из одной человеческой группы в другую;
- предумышленного создания жизненных условий, рассчитанных на полное или частичное физическое уничтожение этой группы.

Грегори Стэнтон, основатель и руководитель организации Genocide Watch выделяет десять стадий процесса, связанного с геноцидом.
Резолюцией 260 (III) Генеральной Ассамблеи ООН от 9 декабря 1948 года утверждена Конвенция о предупреждении преступления геноцида и наказании за него, в которой дано определение геноцида, и признание его (а также покушение на геноцид, публичные призывы к нему, соучастие в геноциде и заговор с целью геноцида) международным преступлением, независимо от того, совершён он в мирное или военное время, частным, должностным лицом или правительством. В отношении выдачи виновных геноцид не рассматривается как политическое преступление, и виновным не должно предоставляться политическое убежище.
Лица, обвиняемые в совершении геноцида, должны быть судимы компетентным судом того государства, на территории которого было совершено это деяние, или международным уголовным судом, при условии, что он имеет юрисдикцию в отношении сторон. Международным органом уголовной юстиции, в компетенцию которого входит преследование лиц, ответственных за геноцид, военные преступления, преступления против человечества, а также военную агрессию, с 1998 года является Международный уголовный суд в Гааге.
Отрицание геноцида представляет собой дениализм, включающий попытки отвергать факт геноцида или минимизировать его масштаб и жестокость. Отрицание является неотъемлемой частью самого геноцида. Некоторые учёные определяют отрицание геноцида как заключительную стадию процесса геноцида. По словам исследователя геноцида Грегори Стэнтона, отрицание «является одним из самых верных показателей, что в дальнейшем геноцидальные убийства будут продолжены».

## История термина
До 1944 года для описания преднамеренных систематических убийств использовались различные термины, в том числе «резня», «истребление» и «преступления против человечности». В 1941 году Уинстон Черчилль, описывая вторжение Германии в Советский Союз, говорил о «преступлении без имени».
Гибридное слово «геноцид» является сочетанием греческого слова γένος («раса, люди») и латинского суффикса -caedo («акт убийства»). Термин «геноцид» был впервые введён в обиход польским юристом еврейского происхождения Рафаэлем Лемкиным. В 1933 году Р. Лемкин на международной конференции по унификации международного права в Мадриде предложил разработать международную конвенцию против геноцида, а также выделил следующие признаки геноцида:
- Разрушение культурных ценностей и исторического наследия посредством передачи детей одной этнической группы в другую, принудительного и систематического изъятия цивилизационнокультурных элементов, запрета на использование родного языка, систематического уничтожения книг на родном языке этой группы, разрушения объектов исторического и культурного наследия (памятников, религиозных учреждений, музеев и т. д.).
- Акты жестокой агрессии в отношении отдельных физических и социальных лиц; насильственное вторжение в частную жизнь представителей конкретных групп; целенаправленное уничтожение исторической, культурной и экономической основ этих групп.

Слово геноцид использовалось в обвинительных актах на судебных процессах в Нюрнберге, проводившихся с 1945 года, но исключительно в качестве описательного термина, ещё не в качестве официального юридического термина. Так называемые польские судебные процессы по геноциду Артура Грейзера и Амона Леопольда Гота в 1946 году были первыми судебными процессами, в которых в приговоры был включён термин геноцид. Международный правовой статус этот термин получил после Второй мировой войны в декабре 1948 года («Конвенция о предупреждении преступления геноцида и наказании за него») как понятие, определяющее тягчайшее преступление против человечества.
Для предотвращения юридических и логических коллизий применение термина некоторыми юристами считается оправданным только по отношению к событиям после 1948 года. «Юрисконсульты утверждают, что Конвенция не содержит положений, которые допускали бы его ретроактивное применение. Напротив, говорят они, Конвенция однозначно исходит из того, что цель её — возложить обязательства только на государства-участники и только на будущее». С другой стороны, «Статья 28 Венской конвенции о праве договоров, на которую они ссылаются в подтверждение тезиса, что „международное право вообще запрещает ретроактивное применение договоров“, вовсе не исключает обратное действие договоров, а только обуславливает это наличием желания сторон договора. Венская конвенция о праве договоров вступила в силу 27 января 1980 года, то есть уже после вступления в силу Конвенции о геноциде. Поэтому, если следовать логике юрисконсультов, она не применима к более ранней Конвенции о геноциде».
Первая редакция «Конвенции…» также включала в определение и политические убийства, но СССР и некоторые другие страны не согласились считать действия, направленные против групп, идентифицированных по политическим или социальным признакам, геноцидом. Поэтому по политическим и дипломатическим соображениям эти группы были исключены из «Конвенции…».

<…> Я всё больше и больше отождествлял себя со страданиями жертв, число которых росло по мере того, как продолжал изучать историю. Я понял, что память не только призвана регистрировать события прошлого, но и стимулировать совесть человека. Вскоре последовали современные примеры геноцида, такие как резня армян в 1915 г. Мне стало ясно, что многообразие наций, религиозных групп и рас имеет важное значение для цивилизации, ибо каждая из этих групп призвана выполнить миссию и внести вклад в плане культуры. <…> Я решил стать юристом и добиться запрещения геноцида и его предотвращения посредством объединения усилий стран.— Рафаэль Лемкин

## Признание и ответственность
Геноцид признан международным преступлением. В частности, в Российской Федерации предусмотрена уголовная ответственность за геноцид как за преступление против мира и безопасности человечества (ст. 357 Уголовного кодекса). В УК РФ определение геноцида в целом совпадает с определением ООН, но последний пункт формулируется иначе: насильственное переселение либо иное создание жизненных условий, рассчитанных на физическое уничтожение членов этой группы.
Тем не менее признание факта геноцида на международном уровне само по себе зачастую является проблематичным. Во многих случаях власть, которой инкриминируется акт геноцида, не желает признавать его; обратное происходит лишь в редких случаях, и то весьма часто акт геноцида признаётся уже преемниками власти, его совершившей. Нередки случаи, когда геноцид признаётся лишь отдельными третьими государствами.

## История
Геноцид относится к числу наиболее распространённых международных преступлений и может проявиться как в мирное время, так и во время конфликтов.
В истории человечества можно найти немало случаев геноцида начиная с древнейших времён и вплоть до наших дней. Особенно это характерно для истребительных войн и опустошительных нашествий, походов завоевателей, внутренних этнических и религиозных столкновений, для образования колониальных империй европейских держав. По оценкам Political Instability Task Force, в период с 1956 по 2016 год было совершено 43 геноцида, в результате которых погибло около 50 миллионов человек. По оценкам УВК ООН по делам беженцев, до 50 миллионов человек стали перемещёнными лицами до 2008 года.
Некоторые примеры геноцида в XX веке:
- Истребление племён гереро и нама в 1904—1907 годах[24].
- Истребление и депортация христиан в Османской империи в 1915—1923 годах (см.: Геноцид армян[25]; Геноцид понтийских греков[26][27]; Геноцид ассирийцев[28][29][30]).
- Истребление нацистской Германией во время Второй мировой войны евреев (см.: Холокост), цыган (см.: Геноцид цыган).
- Истребление в годы Второй мировой войны профашистским хорватским режимом Павелича сербов (см.: Геноцид сербов (1941—1945))[31][32].
- Репрессии по «национальным линиям» в СССР (1937—1938). Серия массовых репрессивных кампаний, проводившихся органами НКВД в период Большого террора 1937—1938 годов, которые были направлены в основном против лиц иностранных для СССР национальностей (поляков, немцев, латышей, греков и других). Частью исследователей рассматривается как акты геноцида[33][34][35][36].
- Депортации народов в СССР. Тотальной депортации сталинским режимом в районы Урала, Сибири и Средней Азии были подвержены: корейцы, немцы, финны-ингерманландцы, карачаевцы, калмыки, чеченцы, ингуши, балкарцы, крымские татары и турки-месхетинцы. Кроме того значительным депортациям подверглись и другие народы (Депортация поляков, кумыков и др.). Депортации были признаны Верховным Советом РСФСР как акт геноцида — см. преамбулу и ст. 2 Закона РСФСР от 26 апреля 1991 года № 1107-1 «О реабилитации репрессированных народов»[37][38].
- В августе 1960 года Международная комиссия юристов заявила в своём докладе, что «акты геноцида были совершены в Тибете в попытке уничтожить тибетцев как религиозную группу»[39].
- Истребление режимом Пол Пота и Иенг Сари в 1975—1979 годах в Камбодже до трёх миллионов камбоджийцев (оно часто называется геноцидом, хотя национальность жертв не имела определяющего значения, если не говорить об отдельных национальных меньшинствах). См.: Красные кхмеры, Поля смерти.
- Истребление иракскими войсками курдского населения северного Ирака — в частности, в процессе операции Анфаль 1987—1989 годов[40].
- Геноцид в Руанде 1994 года — массовая резня в Руанде, в результате которой представители племени хуту истребили 800 тысяч человек из племени тутси[41].
- Резня в Сребренице (1995) — массовое убийство боснийских мусульман боснийскими сербами[42][43][44][45]. Также в ходе боснийской войны 1992—1995 годов были этнические чистки среди мирного населения[46].

## Историография и политика
Согласно подходу автора термина «геноцид» и Конвенции ООН о предупреждении преступления геноцида и наказания за него Рафаэля Лемкина, который разделяют ведущие геноцидологи Марк Левин и Дирк Мозес, геноцид — не просто событие, а процесс, в определённое время достигающий своей кульминации. Мозес усматривает ростки современных геноцидов в ранней колониальной политике западных государств, в результатом которой стало появления большого числа процессов, ведущих к геноциду.
Наличие в истории колониализма примеров геноцида, совершённого колониальными державами с вполне демократическими правительствами, ещё в 1967 году заявлял Жан-Поль Сартр в ходе общественного трибунала Бертрана Рассела, обсуждавшего преступления американцев во Вьетнаме.
В 1986‒1987 годах в ФРГ происходил Historikerstreit («спор историков»), в ходе которого левые во главе с социологом Юргеном Хабермасом одержали победу над историком Эрнстом Нольте, который предлагал контекстуализацию нацизма и Холокост, по его мнению, во многом обусловленных вызовом большевизма. Сторона Хабермаса считала, что Холокост является беспрецедентным, ни с чем не сравнимым явлением, а любые попытки релятивизировать немецкую ответственность за этот геноцид следует осудить. Эта позиция утвердилась в историографии на длительное время. В немецкой, и в целом европейской культуре памяти Холокост считается уникальным событием. С этой точки зрения совершать геноцид или покушаться на его совершение способны лишь диктаторские режимы.
В новейший период темы колониализма и памяти о Холокосте пришли к резонансу. В 2020‒2021 годах в Германии началась активная дискуссия, вскоре получившая название Historikerstreit 2.0. В мае 2021 года австралийский исследователь геноцида Дирк Мозес своей статьёй «Катехизис немцев» начал «второй исторический диспут», в котором основное внимание уделялось немецкой культуре памяти и взаимосвязи между Холокостом и массовыми преступлениями, совершёнными в германских колониях. Новизна, по его мнению, заключается в том, что в настоящее время сторонники несравнимости Холокоста с другими геноцидами («служители Катехизиса немцев») ведут оборонительные бои, а не карают немногочисленных «отступников», как происходило ранее. Идеи связи нацистских геноцидальных практик с колониальным опытом, сформулированные ранее, оставались вытесненными на периферию мемориального пространства европейских стран. В начале 2020-х годов дискуссии вокруг этого вопроса обострились, в особенности в Германии, где предпринимаются характерные для немецкой мемориальной культуры попытки жёсткого «дисциплинирования» отвергающих консенсус.
Обострение мнемонического конфликта в Германии происходит в частности по причине включения в дискуссию о немецкой памяти в самой Германии новых авторов, потомков мигрантов, выучившихся здесь и часто являющихся гражданами Германии. Ведущими университетскими издательствами издаётся большое количество литературы, в которой немецкая политика памяти, недавно рассматриваемая как образец для подражания, описывается в качестве тщательно закамуфлированного расизма и притворства. Прежний консенсус о Холокосте как ключевом и несопоставимом преступлении XX века преодолён даже в странах ЕС.
В конце ХХ и начале ХХI века все страны Восточной Европы начали «поиски потерянного (своего) геноцида», отодвигая геноцид евреев, что могло свидетельствовать о политической подоплёке идеи уникальности Холокоста, отчасти блокировавшей стремление государств акцентировать внимание на страданиях собственных наций. Эта прагматика лишь ограниченное время срабатывала в европейских странах, поскольку Холокост происходил на территории Европы и представители европейских народов в той или иной мере внесли вклад в его осуществление.
Вплоть до 1980-х годов вопрос об ответственности за Холокост кого-то, кроме немцев, почти не поднимался. В 1990-е и начало 2000-х годов различные нации Евросоюза, включая французов, голландцев, норвежцев и других стали активно обсуждать внутри своих стран меру собственной ответственности за катастрофу еврейских евреев. Однако затем новые восточноевропейские члены Евросоюза начали менять направление политики памяти ЕС в направление истории двух тоталитаризмов, акцентировании внимания на собственных «геноцидах» и страданиях. Польские авторы осудили «критический патриотизм» в качестве «педагогики стыда», заменив его тем, что Кристиной Кончал было названо «мнемоническим популизмом» — стремлением отстаивать светлый и страдальческий образ нации, привлекательный для избирателей, и подавлять попытки польских и зарубежных исследователей критически проанализировать участие поляков в Холокосте — в частности, и посредством принятия специальных мемориальных законов.

## Связанные понятия
Применяются также термины англ. indirect genocide и англ. collateral genocide. Термин англ. indirect genocide понимается как косвенные действия, направленные на полное или частичное уничтожение группы, препятствующие её воспроизводству или создающие условия, которые могут угрожать её физическому существованию; в отличие от прямого геноцида, прямых действий, которые направлены на полное или частичное уничтожение группы; англ. collateral genocide не считается геноцидом в соответствии с пониманием геноцида в рамках Конвенции ООН. Термин англ. indirect genocide применялся в отношении афроамериканского низшего класса и описывался как «навязывание разрушительных жизненных условий», которые «подрывают» «существование» «чёрных» и в значительной степени способствуют их угнетению и сокращению продолжительности жизни.

## Геноцид и этнические чистки
По вопросу соотношения понятий этнических чисток и геноцида существуют разногласия. Этническая чистка разделяет с геноцидом цель достижения «чистоты», в обоих случаях массовые убийства совершаются с целью устранить группу с конкретной территории, но они могут различаться по своим конечным целям: этническая чистка направлена на принудительное изгнание «нежелательной» группы или групп, тогда как геноцид преследует своей целью уничтожение, истребление этнической, национальной или расовой группы. Этническая чистка может сопровождаться убийствами (физическая чистка), но её цель — консолидация власти над территорией, а не уничтожение группы. Таким образом, этнические чистки и геноцид относятся к спектру насилия в отношении групп, причём геноцид находится на дальнем конце этого спектра. Этническая чистка занимает центральную часть континуума между геноцидом на одном конце и ненасильственной принудительной (под давлением) этнической эмиграцией на другом конце. Учитывая этот континуум, всегда будет оставаться неясность относительно того, когда этнические чистки перерастают в геноцид. Кроме того, этническая чистка вполне может сделать дальнейшее существование группы невозможным и тем самым привести к её уничтожению — насильственная депортация может привести к тому же результату, что и лагеря смерти.

## Психологический аспект
Немецкий психолог Харальд Вельцер указывает, что коллективные акты насилия — не необъяснимые вспышки, а повторяющиеся социальные процессы, которые имеют начало, середину и конец и совершают их не буйнопомешанные, а вполне рассудительные люди. По мнению Вельцера, процессы геноцида обладают собственной внутренней динамикой — по мере развития становится возможным то, что вначале казалось совершенно немыслимым, — а насилие само по себе не является только деструктивным: в итоге создается новая структура, которой до насилия не существовало.
Вельцер считает, что скорость, с которой протекали процессы этнизации в Югославии, втянувшие всё общество в крайне жестокую войну с этническими чистками и массовыми расстрелами, а также короткий период за который немецкое общество обратилось к национал-социализму после января 1933 года, показывают насколько слабы внутренняя психосоциальная стабильность и устойчивость современных обществ.